# المعهد العالي للفنون والحرف بالمهدية
 المعهد العالي للفنون والحرف بالمهدية هو إحدى المؤسسات العليا التابعة لجامعة المنستير، ويتمتع بالشخصية المدنية والاستقلال المادي.

## أرقام
طبقا لأرقام السنة الدراسية 2007-2008 يدرس بها 433 طالبا من بينهم 299 طالبة.

## الإدارة
- المدير: ماجد الهرقلي
- كاتب الأول :ابتسام الحلاوي